# Montfort-sur-Meu
Montfort-sur-Meu är en kommun i departementet Ille-et-Vilaine i regionen Bretagne i nordvästra Frankrike. Kommunen ligger i kantonen Montfort-sur-Meu som tillhör arrondissementet Rennes. År 2022 hade Montfort-sur-Meu 6 767 invånare.

## Befolkningsutveckling
Antalet invånare i kommunen Montfort-sur-Meu
Referens:INSEE